# Vincke von Ostenfelde

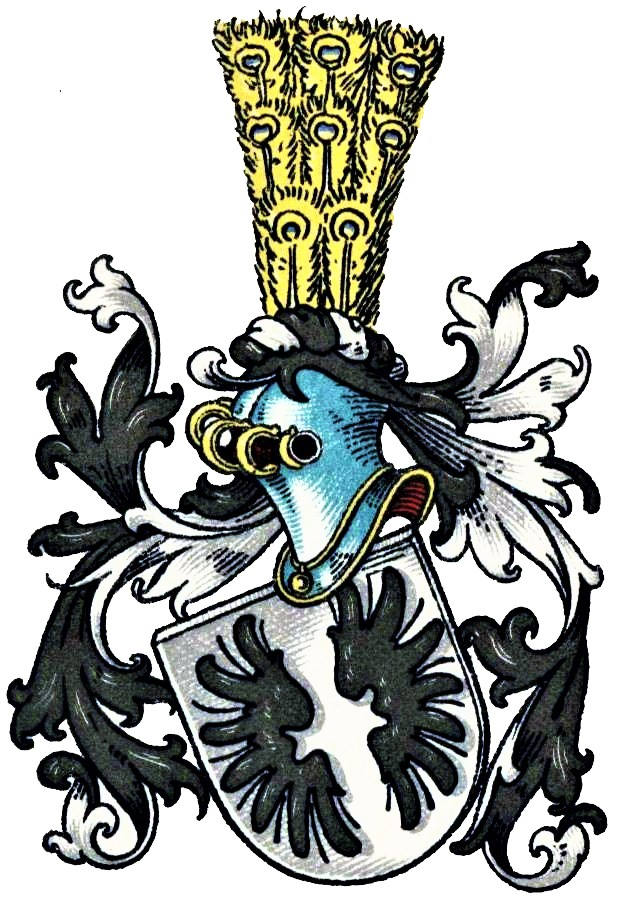
Wappen der Vincke von Ostenfelde im Wappenbuch des Westfälischen Adels

Vincke von Ostenfelde (zunächst nur Ostenvelde oder Ostenfelde, später genannt Vincke von Ostenvelde, Vinke von Ostenvelde oder auch nur Vincke o. ä.) ist der Name eines erloschenen westfälischen Adelsgeschlechts.
Die hier behandelte Familie ist von dem ebenfalls westfälischen, aber wappenverschiedenen und nichtverwandten Adelsgeschlecht derer von Vincke zu unterscheiden.

## Geschichte
Der namensgebende Stammsitz des hier betrachteten Geschlechts war ein Osthov genanntes Gut in Ostenfelde, heute ein Ortsteil von Ennigerloh im östlichen Münsterland.
Urkundlich erscheint die Familie erstmals 1177 mit Otmarus de Ostenvelde unter den adeligen Zeugen in einer Urkunde des Stifts St. Mauritz bei Münster. 1199 waren die Gebrüder Otmarus de Ostenvelde, et Olricus frater ipsius im Gefolge des Münsteraner Bischofs Hermann II. von Katzenelnbogen. 1224 waren Hermann und zwei Richwine von Ostenfelde Zeugen einer Urkunde des Klosters Marienfeld. Adolph von Ostenfelde erscheint urkundlich von 1283 bis 1298. Omerus de Ostenvelde war 1269 Burgmann zu Burg Stromberg, ebenso wie Ritter Richwin von Ostenfelde von 1297 bis 1299 und Adolf, Heinrich und Johannes von Ostenfelde 1312. Ritter Heinrich von Ostenfelde war mit einer Ida verheiratet und wurde von Graf Otto IV. von Ravensberg mit dem Schönhofe belehnt. Sein Sohn, Ritter Omerus von Ostenfelde, tritt von 1337 bis 1365 auf, und war wohl mit dem Rittergut Nottbeck belehnt. In erster Ehe war er mit Petronella (urkundl. 1352), in zweiter Ehe mit Heilwigis (urkundl. 1358–1365) verheiratet. Seine Tochter Ida  wurde 1353 mit dem  Schönhove belehnt.
1315 tritt mit Dirck Vinck erstmals der Beiname Vincke auf. Omerus und Richwin von Ostenfelde kauften 1318 das Gut Dysteben von der Familie Merveldt. 1350 bat der Knappe Albert von Ostenfelde den Propst zu St. Mauritz, seinen, d. h. Alberts, Bruder Ritter Omer Vinke von Ostenfelde mit dem Haupthof Beckingtorp zu belehnen. Dieses Lehen war bis 1483 im Besitz der Familie.
Um 1330 verlegte der Ritter Hinricus dictus Vinke de Ostenfelde seinen Wohnsitz vom Osthov auf die 500 Meter nordöstlich gelegene und von ihm erbaute Burg Varenholte (Varenholte = „vor dem Holze“, bzw. „vor dem Walde“). Bis 1481 blieb die Burg im Besitz der Vincke von Ostenfelde.
Herman Vinck war 1352 Dechant zu Minden. 1353 wird die Tochter Omerus "Ida" mit dem Schönhof belehnt. 1359 werden der Knappe Otto von Ostenfelde und dessen Söhne Omero und Florckin urkundlich erwähnt. Ein Jahr später wurde Omero Vinke von Ostenfelde vom Stift St. Mauritz mit dem Haupthof Bittinch belehnt. Knappe Henrich Vincke von Ostenfelde entließ 1376 einen Eigenhörigen. 1385 siegelten die Brüder Heinrich und Johann von Ostenfelde sowie Alf von Ostenfelde mit dem unten beschriebenen Familienwappen. 1410 treten Heinrich Vincke von Ostenfelde der Alte (urkundl. 1410–1428), seine Frau Oleke/Aleke (urkundl. 1410–1428) und deren Kinder, Heinrich Vincke von Ostenfelde der Junge, Requyn, Hermann, Gesteke und Fye, urkundlich auf. 1414 verkauften diese zusammen mit Heidenreich Vincke und dessen Frau Neze ihre Anteile an dem Bruggemanskoten. Alle siegelten mit den Adlerflügeln. Ebenso wie 1422, als Heinrich Vincke der Alte, seine Frau Oleke und deren Kinder Heinrich, Rechwyn, Albert und Oleke das Kloster Marienfeld beschenkten. Im selben Jahr tauschte Heinrich Vincke von Ostenfelde der Junge Güter mit dem Stift Freckenhorst. 1424 erhielt Heinrich Vincke von Ostenfelde vom Herzog von Kleve das Gut Richtering in Holtrup als Lehen. 1444 besiegelten die Brüder Albert und Hermann Vincke von Ostenfelde die Münstersche Landesvereinigung. 1459 erscheinen die Brüder Friedrich und Heinrich Vincke von Ostenfelde. Ludeke Vincke von Ostenfelde übertrug 1506 das klevische Richeringsgut in Holtrup an Tyman Voß. 1472 verkauften Albert Vincke von Ostenfelde und sein Sohn Ludeke Freckenhorster Lehngüter an Jaspar von Oer. Derselbe Albert Vincke von Ostenfelde wurde 1477 vom Stift St. Mauritz mit dem Hof Bovinclo (heute: Schulze Bövinglo) im Kirchspiel Hoetmar belehnt. Elf Jahre später wurde Heidenrich Vincke mit dem Hof belehnt. 1504 erscheinen der Knappe Ludeke Vincke und seine Grau Agnese. Ludeke Vincke von Ostenfelde war zwischenzeitlich auch im Besitz der Burg Nienburg (1494), wie zuvor schon Hermann von Ostenfelde (1422).
Das Geschlecht starb mit dem Tod der Sophia Vincke von Ostenfelde, Frau des Jodocus von Carthausen, im Jahr 1527 aus.

## Wappen
Blasonierung: In Silber (oder in Gold) ein offener schwarzer Flug. Auf dem schwarz-silbern bewulsteten Helm ein goldener Pfauenschweif. Die Helmdecken sind schwarz-silbern.